# Vioolconcert (Coleridge-Taylor)
Samuel Coleridge-Taylor componeerde zijn enige Vioolconcert in 1911 en 1912. Het is geschreven voor de violist Maud Powell.
Coleridge en Powell ontmoetten elkaar bij de derde tournee van de componist door de Verenigde Staten. Tijdens het Litchfield Festival in Norfolk (Connecticut) maakte de violist kennis met de muziek van de componist en vroeg hem om een vioolconcert. Coleridge had het in die tijd ontzettend druk met een volle opdrachtenportefeuille. Men verwachtte dat Colerdige een paar fragmenten uit negrospirituals zou verwerken in dit concert, want dat had hij in eerdere composities ook gedaan. Many Thousand Gone en Yankee Doodle werden verwerkt in de eerste versie. Powell en zijn sponsor Carl Stockwell keurden het laatste deel van het werk niet goed en zonden het retour met de vraag om het aan te passen. Kennelijk was de componist het met hen eens en paste het gehele werk aan, waarbij de spirituals verdwenen.
Het gerucht ging dat de partituur verloren ging tijdens de overvaart met de Titanic, maar men twijfelt of dat juist is. Uiteindelijk kreeg de solist de nieuwe versie. De première kon gegeven worden tijdens het eerdergenoemde festival met Powell als solist. Powell en Stockwell hadden het verzoek van de componist om de eerste versie te vernietigen naast zich neergelegd, want hoewel zij het oorspronkelijke vierde deel te banaal vonden klinken waren ze verzot op het tweede deel. Het tweede deel van de eerste versie werd tijdens de toegift gespeeld. De componist kon niet aanwezig zijn, maar een portret van hem stond op het podium tijdens de eerste uitvoering. Na die uitvoering sleutelde de componist verder aan het werk tot de première in Engeland op de Proms, solist was Arthur Catterall. Alhoewel men zeer enthousiast was over het concert verdween het al snel in de la om af en toe daaruit tevoorschijn te komen en net zo snel daarin weer te verdwijnen.

## Compositie
Het concert heeft na de revisie een traditionele driedelige indeling gekregen:
1. Allegro maestoso – vivace – allegro molto
2. Andante semplice – andantino
3. Allegro molto – moderato

De muziek klinkt in de traditie van Franz Schubert en Antonin Dvorak en dus erg licht en traditioneel voor de periode waarin het geschreven is. De romantiek lijkt aan de muziek voorbij te zijn gegaan. Geen enkele neiging tot Sturm und Drang. De bijnaam "Black-Mahler" voor de componist is zeker niet te herleiden tot dit werk, want Mahler heeft met uitzondering misschien van deel 4 van zijn 4e symfonie nooit zulke licht muziek gecomponeerd. De oorspronkelijk solist heeft na de première nog gevraagd de titel van concerto te vervangen, aangezien ook hij het te licht vond klinken, maar niemand had een beter idee.

## Opnamen
Zo af en toe verschijnen er opnamen van dit werk:
- Lorraine McAslan met het London Philharmonic Orchestra o.l.v. Nicholas Braithwaite (1994)
- Philippe Graffin met het Johannesburg Symfonie Orkest o.l.v. Michael Hankinson (2003)
- Anthony Marwood met het BBC Scottish Symphony Orchestra o.l.v. Martin Brabbins (2005)

## Bron
- (deels) uitgave Lyrita; Lorraine McAslan-versie